# A Fonsagrada
A Fonsagrada ist eine spanische Gemeinde (Concello) in der Provinz Lugo der autonomen Gemeinschaft Galicien. Die Gemeinde hat 3.116 Einwohner (Stand: 2024).
Die Geschichte von Fonsagrada (traditioneller Name) ist mit dem Jakobsweg (Camino de Santiago) verbunden. Eine Variante des Weges, der Camino Primitivo (der ursprüngliche Weg), führt durch die Gemeinde.

## Bevölkerungsentwicklung der Gemeinde
Legende: Fonsagrada und Negueira de Muñiz___Fonsagrada___A Fonsagrada

Quelle: INE-Archiv – grafische Aufarbeitung für Wikipedia

## Gemeindegliederung
Die Gemeinde A Fonsagrada ist in 29 Parroquias gegliedert:
| Parroquias             | Patrozinium          | Einwohner 2024 | Fläche km² | Dichte Einw./km² | Höhe msnm | Ortskennzahl |
| ---------------------- | -------------------- | -------------- | ---------- | ---------------- | --------- | ------------ |
| A Allonca              | Santa María          | 15             | 16,18      | 1                | 567       | 27018010000  |
| A Bastida              | San Miguel           | 39             | 19,23      | 2                | 731       | 27018030000  |
| Bruicedo               | Santiago             | 20             | 6,27       | 3                | 634       | 27018040000  |
| Carballido             | Santa María          | 156            | 29,79      | 5                | 700       | 27018050000  |
| Cereixido              | Santiago             | 58             | 9,75       | 6                | 349       | 27018060000  |
| Cuíñas                 | San Cristovo         | 81             | 11,25      | 7                | 579       | 27018070000  |
| Fonfría                | Santa María Madanela | 33             | 3,43       | 10               | 947       | 27018080000  |
| A Fonsagrada           | Santa María          | 1.094          | 3,18       | 344              | 943       | 27018090000  |
| Freixo                 | San Xulián           | 102            | 20,89      | 5                | 522       | 27018100000  |
| Lamas de Campos        | San Roque            | 117            | 13,84      | 8                | 756       | 27018110000  |
| Lamas de Moreira       | Santa María          | 187            | 27,00      | 7                | 380       | 27018120000  |
| Maderne                | San Pedro            | 52             | 16,92      | 3                | 723       | 27018140000  |
| Monteseiro             | San Bartolo          | 34             | 22,27      | 2                | 821       | 27018150000  |
| Pacios                 | Santa María          | 51             | 22,04      | 2                | 854       | 27018170000  |
| O Padrón               | San Xoán             | 57             | 8,14       | 7                | 882       | 27018180000  |
| Paradavella            | San Xoán             | 35             | 9,66       | 4                | 690       | 27018190000  |
| Piñeira                | Santa María          | 78             | 14,19      | 5                | 518       | 27018200000  |
| A Proba de Burón       | Santa María Madanela | 87             | 1,73       | 50               | 706       | 27018210000  |
| San Martín de Arroxo   | San Martín           | 75             | 11,12      | 7                | 615       | 27018020000  |
| San Martín de Suarna   | San Martín           | 95             | 24,01      | 4                | 525       | 27018230000  |
| San Pedro de Neiro     | San Pedro            | 75             | 11,77      | 6                | 678       | 27018160000  |
| San Pedro de Río       | San Pedro            | 60             | 20,56      | 3                | 522       | 27018220000  |
| Santo André de Logares | Santo André          | 115            | 18,62      | 6                | 580       | 27018130000  |
| A Trapa                | San Cibrán           | 72             | 14,28      | 5                | 775       | 27018240000  |
| O Trobo                | Santa María          | 115            | 21,27      | 5                | 458       | 27018250000  |
| A Veiga de Logares     | Santa María          | 128            | 19,06      | 7                | 544       | 27018260000  |
| Vieiro                 | Santo Antonio        | 69             | 13,06      | 5                | 724       | 27018270000  |
| Vilabol de Suarna      | Santa María          | 64             | 11,61      | 6                | 433       | 27018280000  |
| O Vilar da Cuíña       | Santa Bárbara        | 22             | 17,59      | 1                | 550       | 27018290000  |

## Wirtschaft
| Ackerbau, Viehzucht und Fischerei                                                  | 0248  | 021,58 |
| Industrie                                                                          | 0108  | 09,40  |
| Bauwirtschaft                                                                      | 084   | 07,31  |
| Dienstleistungsbetriebe                                                            | 0709  | 061,71 |
| Total                                                                              | 1.149 | 100,00 |
| * Daten aus dem Statistischen Amt für Wirtschaftliche Entwicklung in Galicien, IGE |       |        |